# چیپ هوپر
 چیپ هوپر (انگلیسی: Chip Hooper؛ زاده ۲۴ اکتبر ۱۹۵۸) یک تنیس‌باز اهل ایالات متحده آمریکا است.